# Psalm 56
Der 56. Psalm ist ein biblischer Psalm aus dem zweiten Buch des Psalters. Es handelt sich um einen sogenannten Davidpsalm.

## Inhalt
Der 5. Vers stellt eine Art Kehrvers dar, der sich so ähnlich Vers 11 f wiederholt:

„Ich will Gottes Wort rühmen; auf Gott will ich hoffen und mich nicht fürchten. Was können mir Menschen tun?“

Der Kehrvers gliedert den Psalm in drei unterschiedliche Teile. In den beiden ersten Teilen erfolgt zunächst eine Art Klage. Die kulminierende Verwünschung in Vers 8 weist Parallelen zu den Feindpsalmen auf:

„Sollten sie mit ihrer Bosheit entrinnen? Gott, stoß diese Leute ohne alle Gnade hinunter!“

Diese Klage wird dann jeweils im Kehrvers durch einen Ausdruck des Vertrauens in Gott beantwortet. Im dritten Abschnitt spricht der Psalmbeter vom Dank für seine (scheinbar bereits erfolgte) Rettung.

## Einordnung
Im ersten Vers heißt es, dass der Psalm anlässlich der Ergreifung Davids durch die Philister in Gat entstanden sei. Das verweist auf eine Begebenheit, von der in 1. Samuel 21,11–16  berichtet wird.
Nach der griechischen Zählung der Septuaginta, die auch von der lateinischen Vulgata verwendet wird, trägt der Psalm die Nummer 55.

## Rezeption
Karl Jenkins verwendete Teile des Psalms für seine Antikriegsmesse: The Armed Man: A Mass for Peace. John Propitius schuf das Orgelwerk Introïtus und Toccata über Psalm 56.